# Centralny Bank Egiptu
Centralny Bank Egiptu – bank centralny Egiptu z siedzibą w Kairze, wyodrębniony z Narodowego Banku Egiptu w 1960 roku w wyniku jego nacjonalizacji. Do głównych zadań banku należy emisja waluty Egiptu, ustalanie polityki monetarnej kraju oraz realizowanie stabilności cen.

## Zadania
Zadania banku regulowane są Ustawą nr 88 z 2003 roku wraz z późniejszymi poprawkami, według której do praw banku należy:
- emisja banknotów oraz określanie ich nominałów i specyfikacji
- zarządzanie płynnością gospodarki krajowej, emitowanie papierów wartościowych współmiernie do charakteru swoich funduszy i działalności, przeprowadzanie operacji wolnorynkowych
- wpływanie na kredyty bankowe w sposób gwarantujący wykonanie bieżących potrzeb różnych aspektów aktywności ekonomicznej
- nadzór nad jednostkami sektora bankowego
- zarządzanie krajowymi rezerwami walutowymi i złotowymi
- regulowanie i zarządzanie rynkiem walutowym
- nadzór nad krajowymi systemami płatniczymi
- rejestrowanie i raportowanie długu zewnętrznego

Według art. 5 ustawy, do zadań banku należy także praca nad realizacją stabilności cen i solidności systemu bankowego w ramach ogólnej polityki gospodarczej kraju, ustalanie polityki monetarnej w porozumieniu z Rządem oraz formułowanie i wdrażanie polityki monetarnej, kredytowej i bankowej.

## Organizacja
Bankiem zarządza Zarząd, składający się z prezesa (governor), dwóch wiceprezesów, prezesa Urzędu Nadzoru Rynku Kapitałowego (Capital Market Authority), trzech członków reprezentujących Ministerstwa Finansów, Planowania i Handlu Zagranicznego wyznaczanych przez Premiera po wskazaniu przez odpowiednich ministrów oraz ośmiu pozostałych członków wyspecjalizowanych w sprawach monetarnych, finansowych, bankowych, prawnych i gospodarczych, wyznaczanych przez Prezydenta kraju. Prezes mianowany jest dekretem prezydenckim po wyznaczeniu przez Premiera, na czteroletnią kadencję. Wiceprezesi mianowani są dekretem prezydenckim po wyznaczeniu przez prezesa banku, również na czteroletnią kadencję. Zarówno wszyscy członkowie zarządu, jak i ich rodzice powinni być obywatelami Egiptu.